# 大轟の滝
大轟の滝（おおとどろのたき）は徳島県那賀郡那賀町にある滝である。とくしま88景に選定されている。

## 概要
那賀川の支流の沢谷川水域にある。落差20メートルの滝で3段になって流れる。周囲は春には新緑、秋には紅葉が楽しめる。毎年11月には滝のライトアップが行われる。
国道193号脇より眺望できるため車で訪れることが容易である。

## アクセス
- 那賀町木沢支所から車で15分、国道193号脇に見える。駐車場なし。

## 周辺情報
- 大釜の滝
- 小釜の滝
- 釜ヶ谷渓谷